# Estación Chagualo (Metroplús)
Chagualo es la decimosegunda estación del Metroplús de la línea 1, desde el occidente de Medellín hacia el barrio Aranjuez. Está ubicada entre los barrios de Chagualo y Jesús Nazareno. Hace parte del sistema de transporte masivo de la ciudad colombiana de Medellín.
Su entrada se realiza a través de un paso semafórico ubicado en la Avenida del Ferrocarril en su intersección con la Calle 62.

## Sitios de interés
- Área de la Salud U de A

- Datos: Q20829126